# Народжений сумувати (фільм)
«Народжений сумувати» (англ. Born to Be Blue) — канадський драматичний фільм, знятий Робертом Будро. Світова прем'єра стрічки відбулась 13 вересня 2015 року в секції «Спеціальни покази» міжнародного кінофестивалю у Торонто 2015. 

## Сюжет
Фільм розповідає історію життя американського джазового музиканта Чета Бейкера, зокрема про період у кінці 1960-х років, коли його кар'єра була під загрозою через втрату передніх зубів після пограбування.

## У ролях
- Ітан Гоук — Чет Бейкер
- Кармен Іджого — Джейн / Елейн
- Каллум Кіт Ренні — Дік
- Стівен Макгетті — Тато
- Джанет-Лейн Грін — Мама
- Тоні Наппо — офіцер Рід
- Кевін Генчард — Діззі Гіллеспі
- Ден Летт — Денні Фрідман
- Кети Боланд — Сара

## Визнання
| Нагороди та номінації фільму «Народжений сумувати» | Нагороди та номінації фільму «Народжений сумувати» | Нагороди та номінації фільму «Народжений сумувати» | Нагороди та номінації фільму «Народжений сумувати» | Нагороди та номінації фільму «Народжений сумувати» | Нагороди та номінації фільму «Народжений сумувати» |
| Рік                                                | Кінопремія / Кінофестиваль                         | Категорія / Нагорода                               | Номінант                                           | Результат                                          |                                                    |
| -------------------------------------------------- | -------------------------------------------------- | -------------------------------------------------- | -------------------------------------------------- | -------------------------------------------------- | -------------------------------------------------- |
| 2015                                               | Токійський міжнародний кінофестиваль               | Гран-прі «Сакура Токіо» за найкращий фільм         | «Народжений сумувати»                              | Перемога                                           |                                                    |